# 波羅佐韋 (里夫內區)
50°32′55″N 26°20′48″E / 50.54861°N 26.34667°E
波羅佐韋（烏克蘭語：Порозове），是烏克蘭西北部里夫内州里夫内区科爾寧市鎮的村落。始建於1763年，面積0.51平方公里，海拔高度245米，2025年人口265，人口密度每平方公里519.6人。